# Петренко Дмитро Володимирович
Дмитро Володимирович Петренко (нар. 31 грудня 1982) — дослідник візуальної культури, доктор філософських наук, доцент кафедри теорії культури та філософії науки, доцент кафедри медіа-комунікацій Харківського національного університету імені В.Н. Каразіна, автор і ведучий телепрограми «Територія погляду» [Архівовано 28 березня 2016 у Wayback Machine.] на каналі ОТБ. Модератор серії культурних проектів, серед яких кіноклуб «El Topos» і дискусійний клуб «AlterMedia». Візуальний експерт-консультант серії фільмів («Вино вбиває», «Дні страху», «Час вичерпано» та ін.). Арт-куратор виставки «Техно-арт-містерія». Редактор серії культурологічних видань і збірок статей («El Topos: Як можлива філософія кіно?», «Який модерн?» та інших).

## Життєпис
Народився 31 грудня 1982 року у Харкові.